# Расколотые ворота

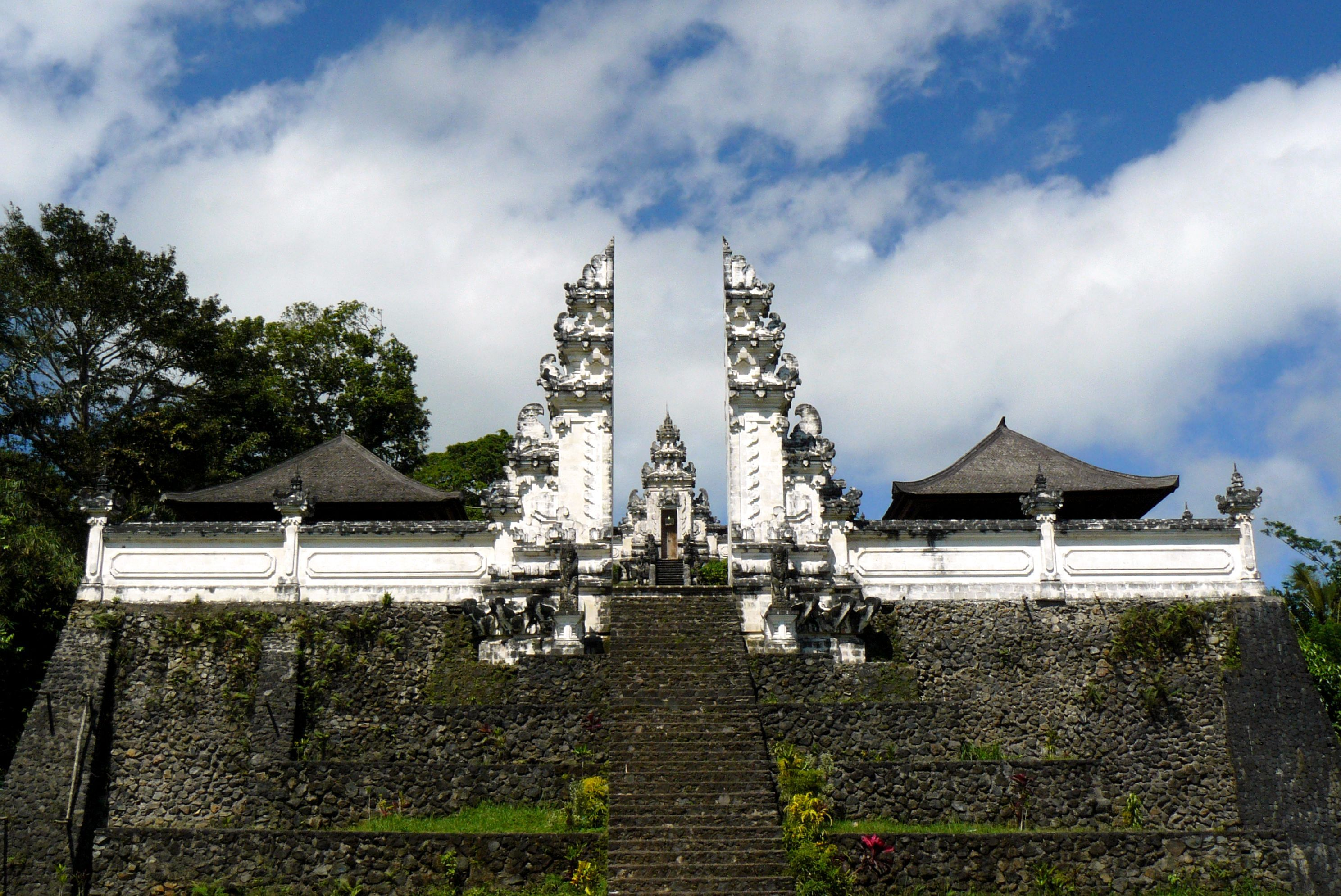
Расщеплённые ворота на входе в балийский храм Pura Lempuyang Luhur, Бали.

Расколотые ворота, чанди-бентар (индон. candi bentar) — классический элемент яванской и балийской архитектуры, представляющий собой вход в храм, дворец или на кладбище. Это обычно сооружение, по форме напоминающее храм чанди, идеально разделённый на две части с проходом посередине. Перед воротами часто находится лестничный пролёт. Чанди-бентары обычно встречается на Яве, Бали и Ломбоке.

## Форма

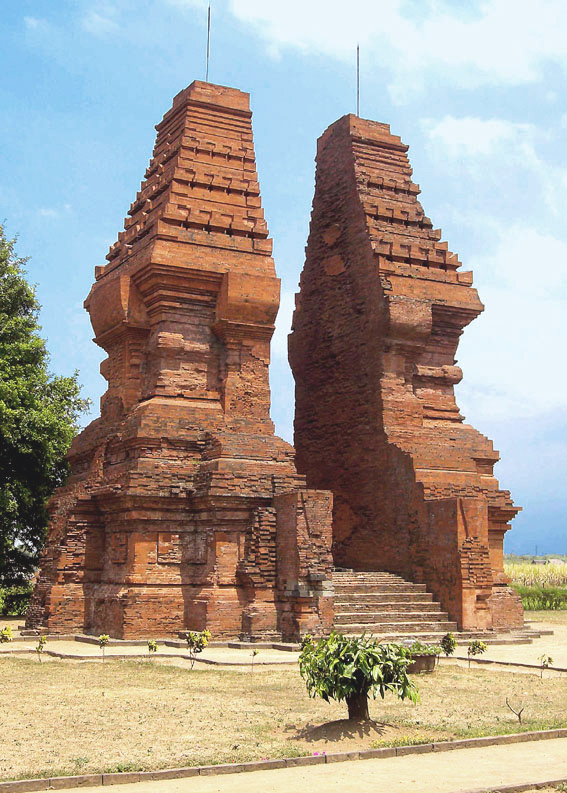
Расколотые ворота Рингин Лаванг в Троулане, один из старейших сохранившихся чанди-бентаров

Чанди-бентар по форме обычно напоминает храм чанди, разделённый на две равные симметричные половины. Он имеет характерный ступенчатый профиль, и может быть украшен скульптурными группами — в особенности в балийской архитектуре. Две внутренние поверхности всегда остаются гладкими, на них отсутствует орнамент, как если бы сооружение было разрублено на две части.
Есть несколько различных стилей чанди-бентар: от простых сооружений из красного кирпича в стиле Маджапахит с его производными в стиле Cirebon, Демак, куду и стиля раннего султаната Матарам к покрытым лепными изображениями расколотых ворот Kaibon дворца в Бантене и в городах Surakarta и Джокьякарта до богато украшенных расщеплённых ворот балийских храмов и дворцов.
Помимо сужения прохода, чанди-бентар не служат реальной оборонительной цели, так как этот тип ворот изначально не имел дверей. В проходе иногда имеются дополнительные железные решётки, но они обычно добавлялись позже и не являются частью оригинального дизайна. Символика чанди-бентар неясна. Вероятно, они служат для эстетических целей, чтобы создать ощущение величия перед входом в сооружение.

## Классический яванский и балийский индуистский храм

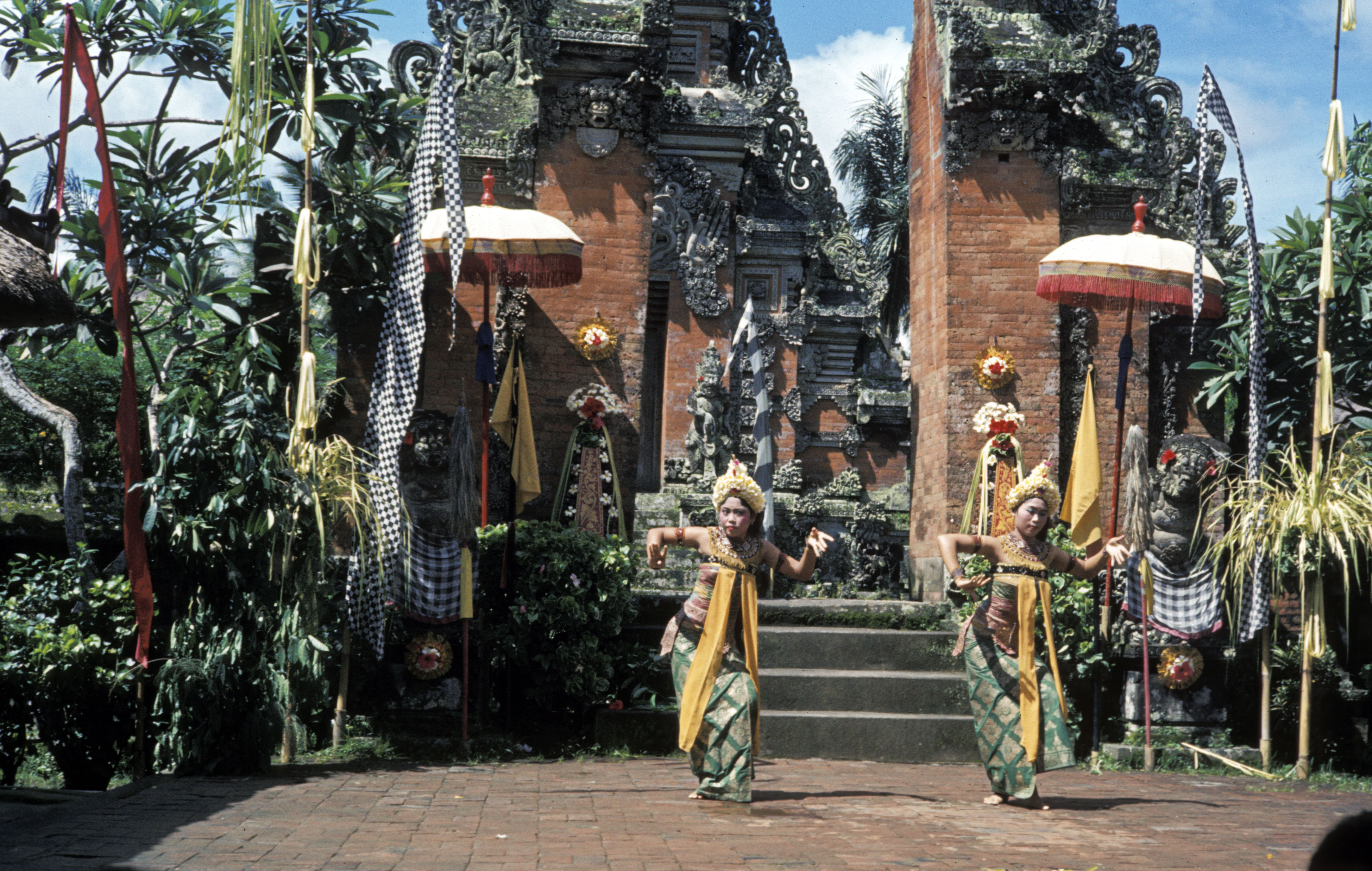
Балийский танец перед воротами чанди-бентар и падуракша

Чанди-бентар и ворота иной архитектуры, называемые кори-агунг являются неотъемлемыми чертами балийской храмовой архитектуры и, возможно, классического яванского индуистского храма. Оба входа отмечают порог между различными уровнями святости в храме. Чанди-бентар отмечает границу между внешним миром и внешним святилищем индуистского храма, ниста мандалой. Кори-агунг отмечает границу между мадья-мандалой («средним святилищем») с самой внутренней и самой священной мандалой утама («главным святилищем»).
Соединение в балийских храмах и дворцах обычно используется для ритуалов. Чанди-бентар обычно используется в качестве фона танцевальных представлений, так как исполнители появляются из-за расколотых ворот. Иногда танцевальное представление происходило во внутреннем соединении с крытыми воротами кори-агунг в качестве фона.

## Происхождение и эволюция

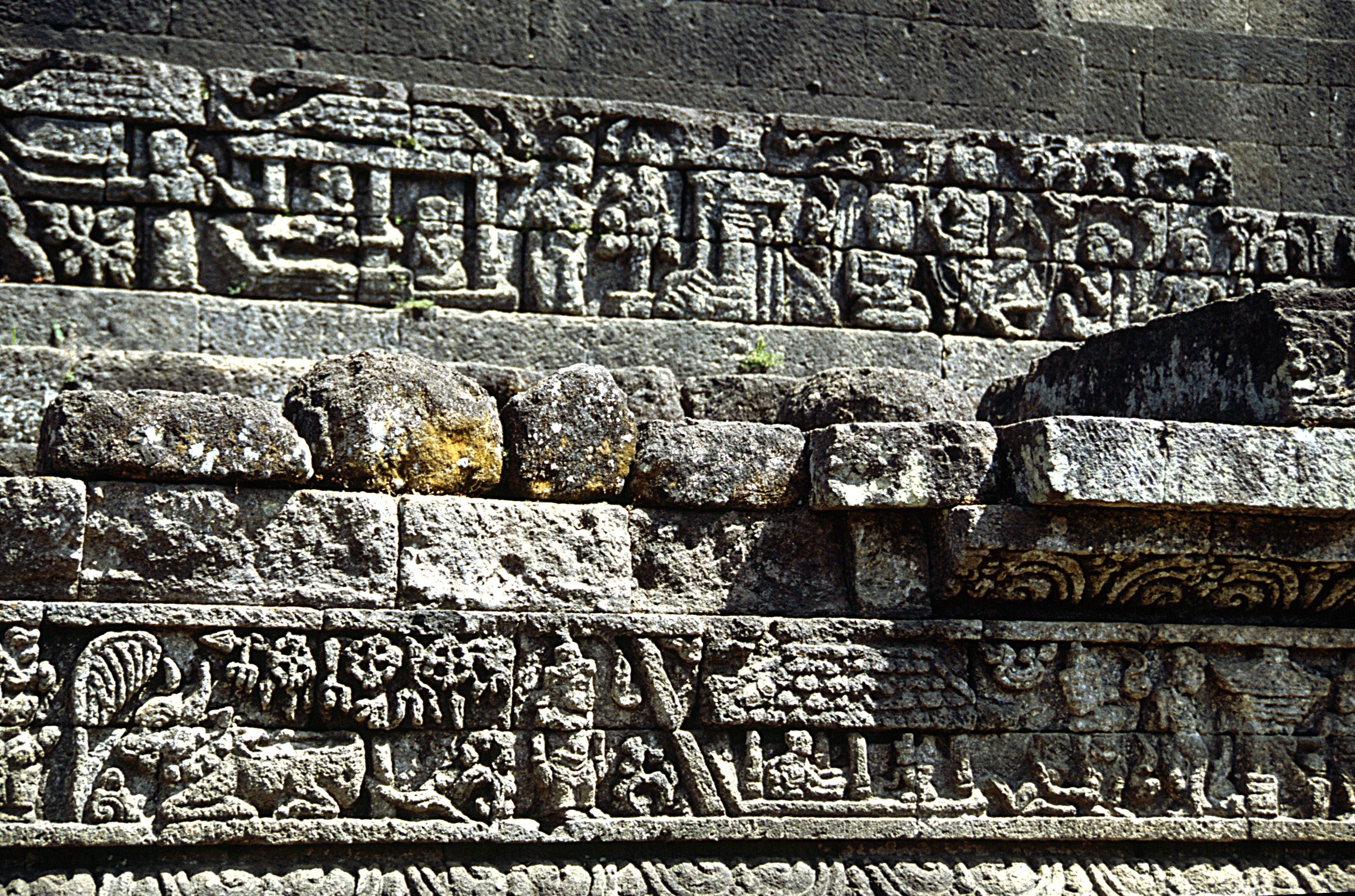
Чанди-бентар в рельефе 13 века Candi Jago.

Считается, что чанди-бентар восходят к индуистскому периоду Singhasari и Маджапахит с XIII по XIV века на Яве. Рельефы с изображением чанди-бентар и кори-агунг и были обнаружены на рельефе XIII века Candi Jago в Восточной Яве.
Обнаруженный в результате археологических раскопок в Trowulan — столице империи Маджапахит XIV века — чанди-бентар под названием Wringin Lawang (яв. «Ворота дерева баньян») является одним из старейших ныне существующих расколотых ворот. Рингин Лаванг имеет типичную форму храма Маджапахит, точно разделённого на две зеркальные структуры, создавая проход в центре. Порталы великих ворот сделаны из красного кирпича, с основанием 13 х 11 метров и высотой 15,5 метров.
В настоящее время распространённость чанди-бентар, вероятно, связана с влиянием эстетики Маджапахит на яванскую и балийскую архитектуры. Чанди-бентар продолжали использоваться после прихода ислама в XV веке. Султанатский дворец Кератон Касепухан использовал чанди-бентар для доступа посетителей в зал для аудиенций.
Мечеть Менара Кудус XVI века, одна из старейших мечетей на Яве, до сих пор имеет в своём составе чанди-бентар, обозначающий вход в комплекс мечети. Мусульманский кладбищенский комплекс Сенданг-Дувур в деревне Сенданг-Дувур, регентство Ламонган, Восточная Ява, содержит как чанди-бентар, так и падуракшу, обозначающие уровень святости на кладбищенском комплексе, при этом гробница Сунан-Сенданг-Дувур является самой священной частью комплекса. Другими яванскими гробницами, в которых используется чанди-бентар, является кладбищенский комплекс Сунан Гири.
В наше время строительство чанди-бентар поощряется правительством Индонезии, особенно муниципальным и региональным правительством Кабупатена как форма региональной идентичности. Правительство провинции Бантен, например, поощряло строительство чанди-бентар — по образцу дворца Kaibon в Old Banten, у входа в дома, особенно те, которые расположены вдоль главной дороги. В городе Чиребон, Западная Ява, чанди-бентар из красного кирпича стал фирменным стилем города. Candi Bentar также ставят на въезде в различные гражданские сооружения, например, в международный аэропорт Сукарно-Хатта в Джакарте.

## Галерея

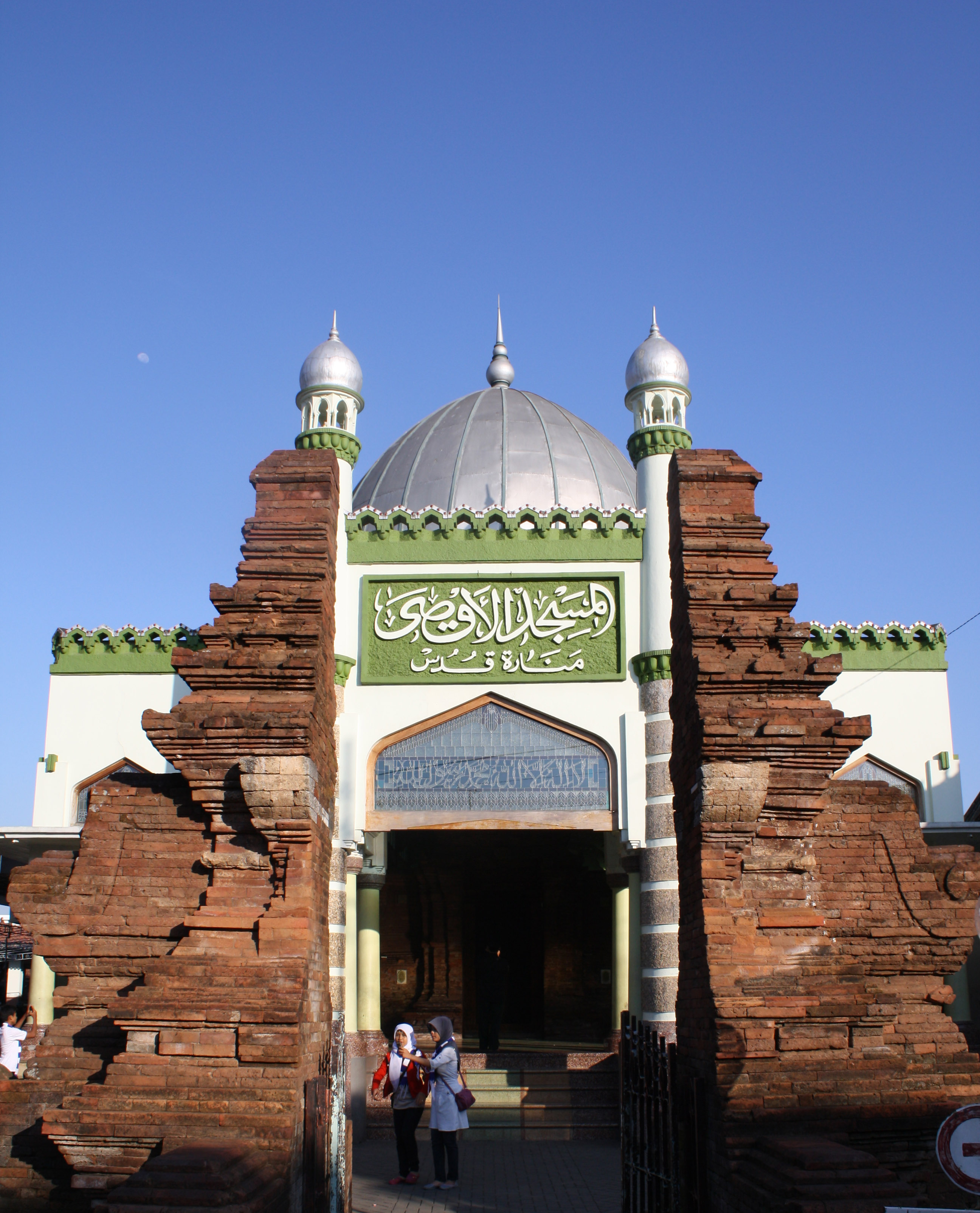
Чанди-бентар в стиле Маджапахит мечети Менара Кудус
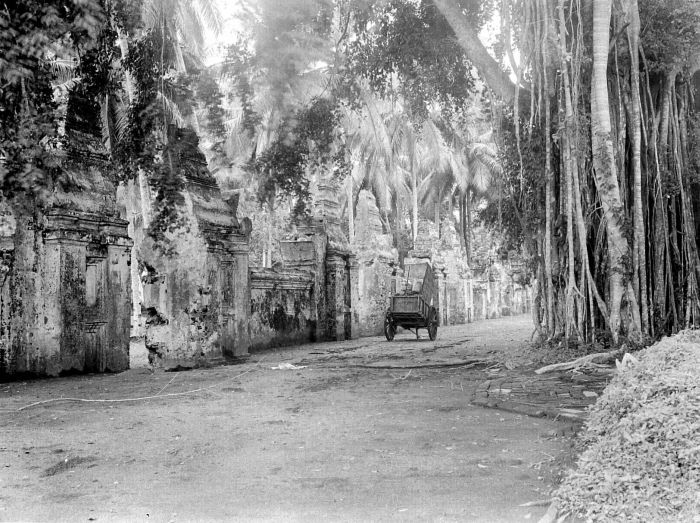
Ряд чанди-бентар в дворце Кайбон, Бантен
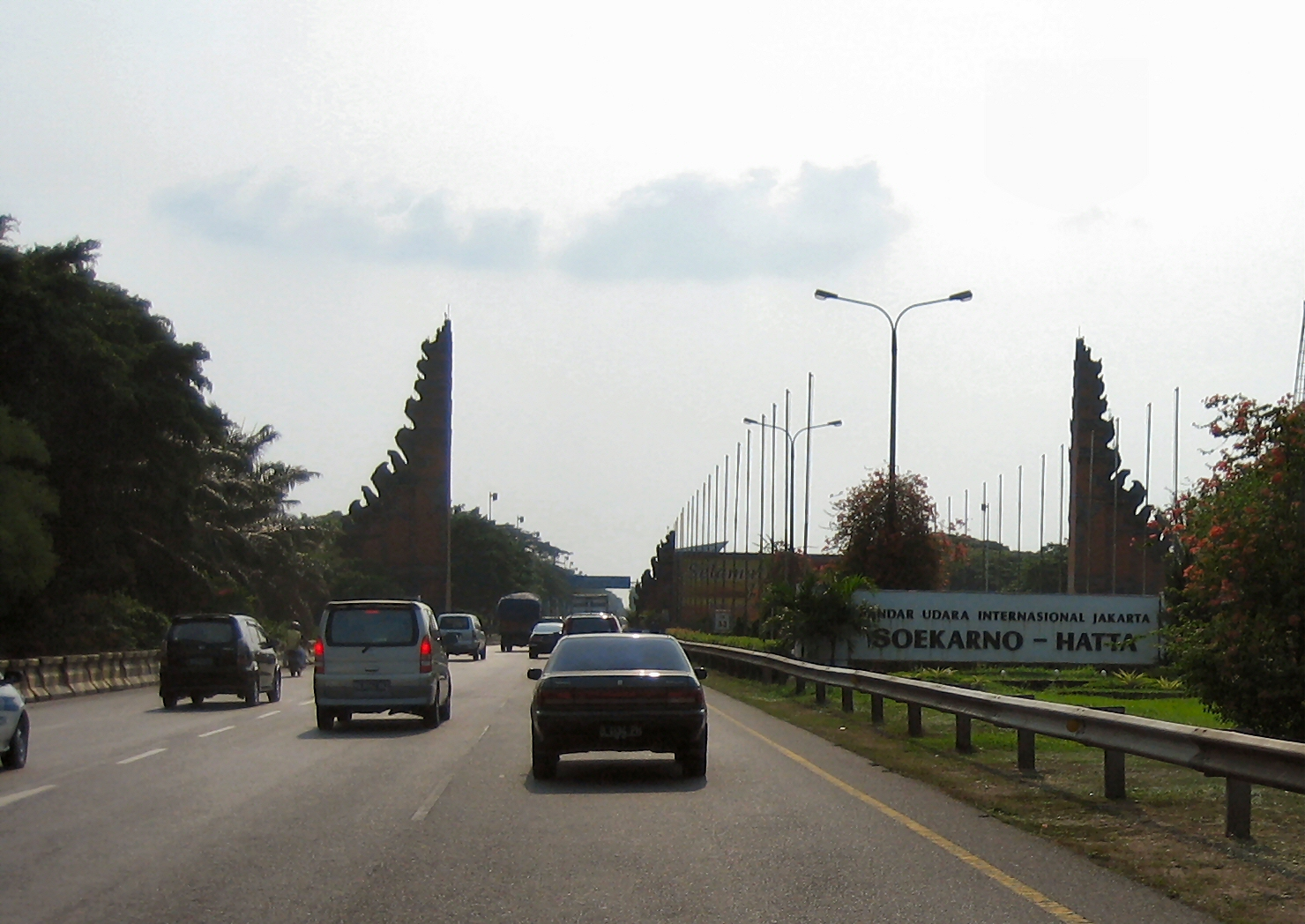
Чанди-бентар в балийском стиле на въезде в международный аэропорт Сукарно-Хатта в Джакарте
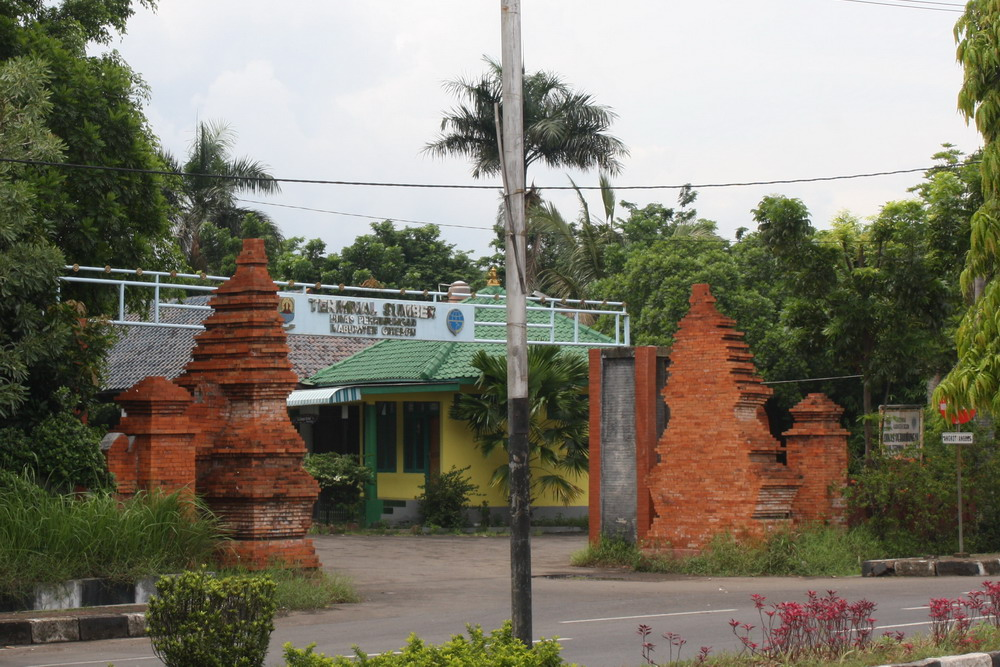
Чанди-бентар в стиле Cirebon в качестве ворот автовокзала в Чиребоне
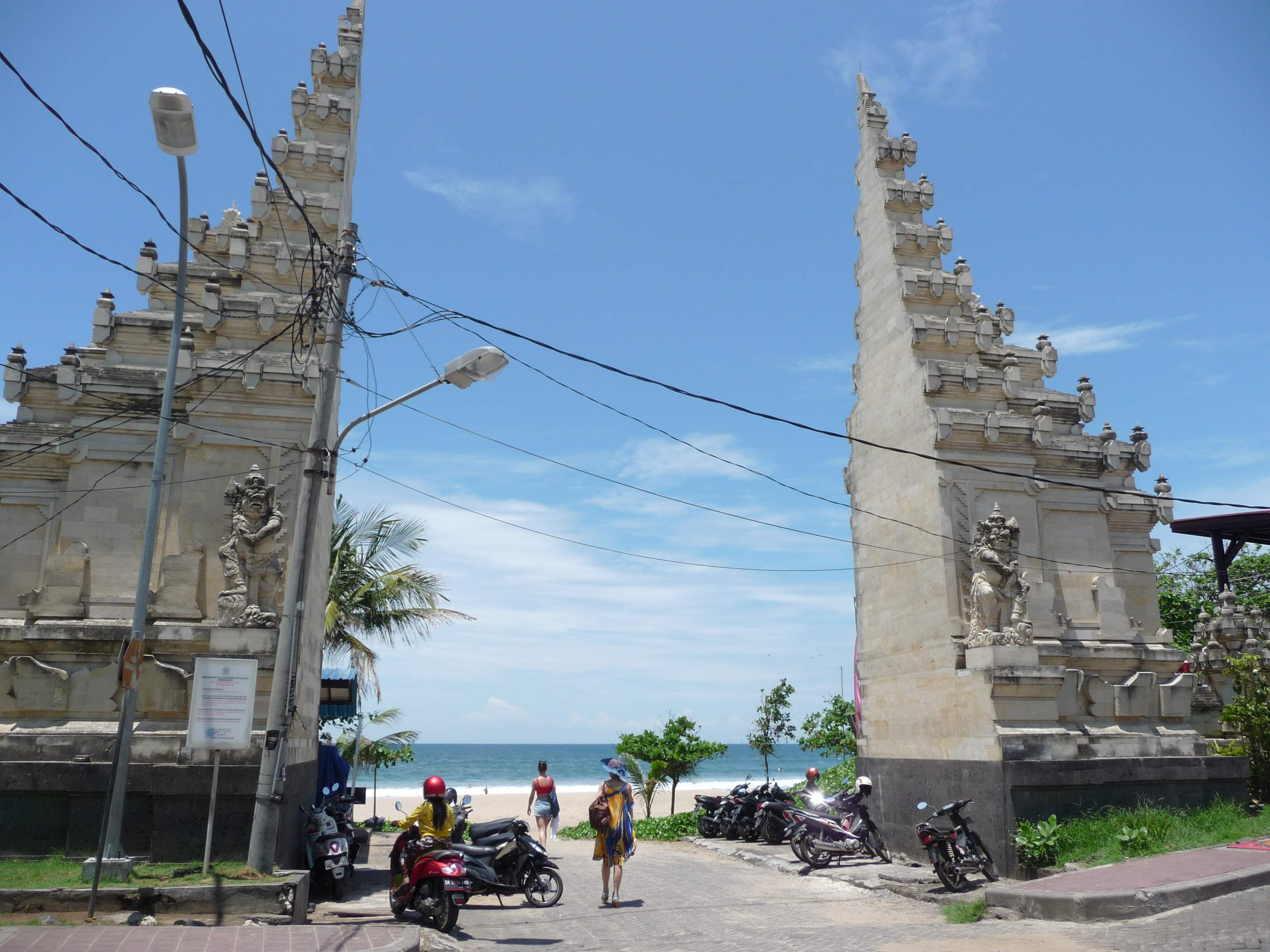
Въезд через расколотые ворота в деревню Legian Village, район Kuta, Бали
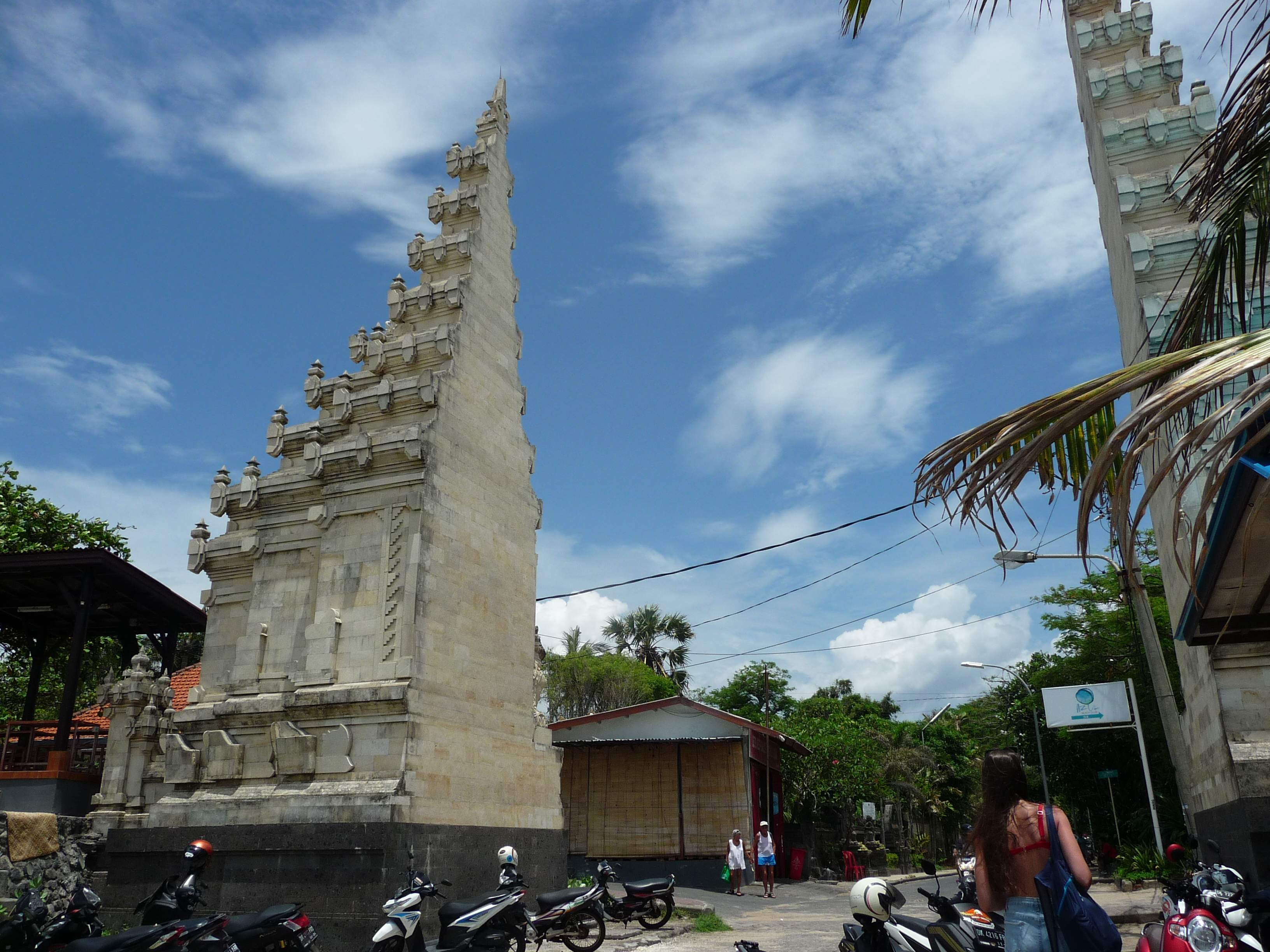
Въезд через расколотые ворота в деревню Legian Village, район Kuta, Бали
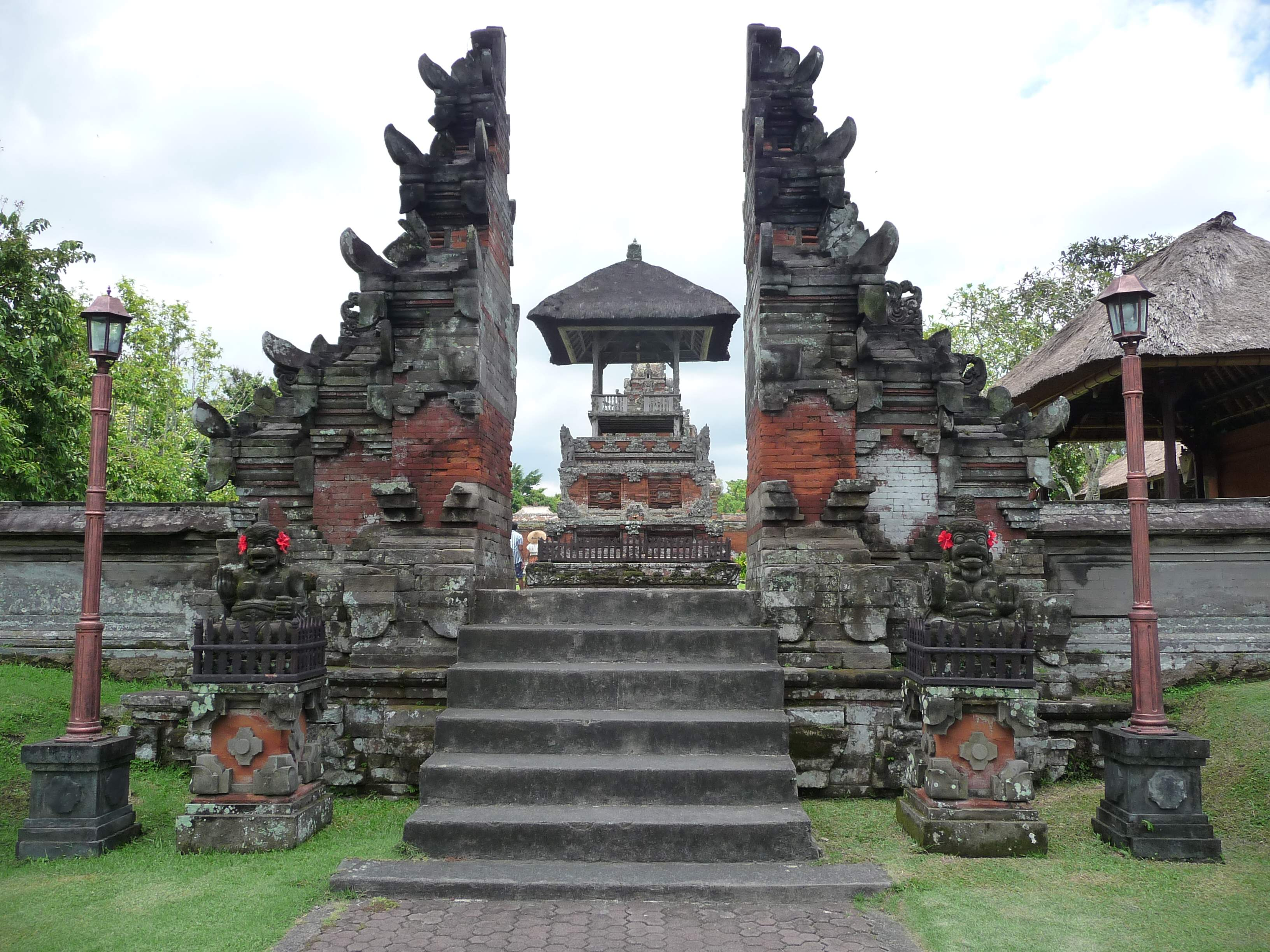
Вход в среднюю часть храма Таман Аюн (Бали) через расколотые ворота, 2020-02-12